# Hoogovenstoernooi 1962
Het Hoogovenstoernooi 1962 was een schaaktoernooi dat plaatsvond in het Nederlandse Beverwijk. Het werd gewonnen door Petar Trifunović.

## Eindstand
| Nr.    | Speler                    | Punten |
| ------ | ------------------------- | ------ |
| Goud   | Petar Trifunović          | 6      |
| Zilver | Karl Robatsch             | 5½     |
| Zilver | Johannes Donner           | 5½     |
| 4      | Čeněk Kottnauer           | 5      |
| 4      | Arthur Bisguier           | 5      |
| 6      | Alberic O'Kelly de Galway | 4½     |
| 6      | Theo van Scheltinga       | 4½     |
| 6      | Kick Langeweg             | 4½     |
| 9      | Manuel Aaron              | 2½     |
| 10     | Frans Henneberke          | 2      |